# Katarzyna Trzópek
Katarzyna Trzópek (ur. 6 maja 1981 w Warszawie) – polska, następnie amerykańska szpadzistka, złota medalistka igrzysk panamerykańskich (2015).

## Życiorys
Była zawodniczką Legii Warszawa (1992-2001), a jej trenerem był Mariusz Kosman. Następnie wyjechała do USA, gdzie była zawodniczką Penn State Nittany Lions. W 2006 ukończyła studia na Uniwersytecie Stanu Pensylwania.

### Mistrzostwa Polski
W 1998 została indywidualną i drużynową wicemistrzynią Polski do lat 17, w 1999 i 2000 drużynową mistrzynią Polski do lat 20, w 2001 indywidualną mistrzynią Polski i drużynową wicemistrzynią Polski do lat 20. Ponadto w tej kategorii wiekowej zdobyła też brązowy medal mistrzostw Polski indywidualnie w 2000.
Jako seniorka dwukrotnie została drużynową mistrzynią Polski (2000, 2001), a w 2001 zdobyła też brązowy medal mistrzostw Polski indywidualnie.

### Starty w USA
W 2003 i 2006 została akademicką mistrzynią USA. Kolejny większy sukces odniosła w październiku 2014, wygrywając zawody North American Cup Dywizji I.

### Starty międzynarodowe
W 2001 zwyciężyła w klasyfikacji końcowej Pucharu Świata do lat 20. Na mistrzostwach świata do lat 20 zdobyła złoty medal drużynowo w 1999, na mistrzostwach Europy do lat 20 zdobyła złoto drużynowo w 1999 i srebro drużynowo w 2000.
Reprezentowała Polskę na mistrzostwach świata w szermierce w 2001, zajmując 8. miejsce drużynowo i 69. miejsce indywidualnie. Po wieloletniej przerwie rozpoczęła ponownie międzynarodowe starty w 2014, w barwach USA. W 2015 wystąpiła na igrzyskach panamerykańskich, zdobywając złoty medal drużynowo i siódme miejsce indywidualnie, a na mistrzostwach świata w tym samym roku zajęła 81. miejsce indywidualnie. W 2016 zdobyła srebrny medal mistrzostw Ameryki (Pan American Championship) w turnieju drużynowym (indywidualnie zajęła 17. miejsce), a na igrzyskach olimpijskich w Rio de Janeiro zajęła 5. miejsce w turnieju drużynowym (na turnieju była rezerwową, wystąpiła w jednej walce, w meczu o 5. miejsce przeciwko Korei Południowej).